# Elizabeth Robins
Elizabeth Robins (Louisville, 6 augustus 1862 - 8 mei 1952) was een Amerikaans toneelschrijfster, actrice, schrijfster en suffragette.

## Biografie

### Jeugdjaren
Elizabeth Robins, werd in 1862 geboren in Louisville (Kentucky) als het eerste kind van Charles Robins en Hannah Crow. Na financiële problemen vertrok haar vader naar Colorado en liet de kinderen achter onder de hoede van Hannah. Toen Hannah in een gekkenhuis werd opgenomen, werden Elizabeth en de andere kinderen naar haar grootmoeder in Zanesville (Ohio) gestuurd, waar ze onderwijs kreeg. Haar grootmoeder liet haar het verzameld werk van William Shakespeare  lezen en steunde haar onvoorwaardelijk in haar poging om in New York actrice te worden. Haar vader was een volgeling van Robert Owen en had progressieve politieke opvattingen en hoewel hij verzekeringsmakelaar was, reisde hij veel tijdens haar jeugd en in de zomer van 1880 vergezelde Robins hem naar mijnkampen en kon ze onderweg naar het theater in New York en Washington. Vanwege haar intelligentie was Elizabeth een van haar vaders lievelingskinderen. Hij wilde dat ze naar het Vassar College ging en medicijnen zou gaan studeren. Op veertienjarige leeftijd zag Robins haar eerste professionele toneelstuk (Hamlet), wat haar verlangen aanwakkerde om een acteercarrière na te streven. Van 1880 tot 1888 was ze actrice in Amerika.

### Acteercarrière

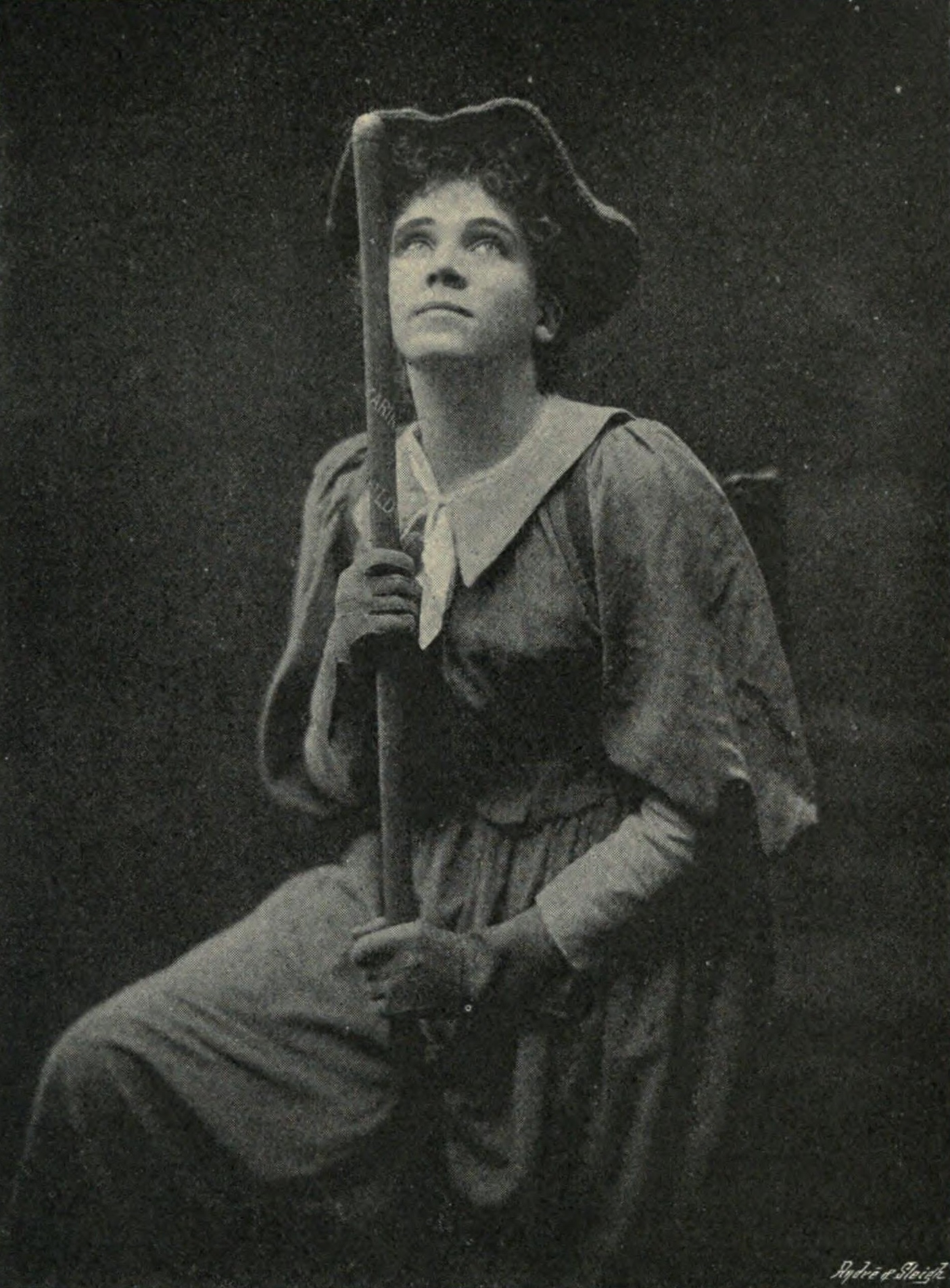
Robins gefotografeerd door H.S. Mendelssohn

Na aankomst in New York ontmoette Robins James O'Neill, die haar hielp aan een plaats bij het theater van Edwin Booth, waar ze in 1882 mee op tournee ging. Het spelen van kleine karakterrollen verveelde en ergerde haar al snel en in 1883 sloot ze zich aan bij het Boston Museum-theatergezelschap, waar ze haar toekomstige echtgenoot, de acteur George Parks, ontmoette. In 1885 trouwde Robins met Parks en hoewel haar man moeite had om acteerrollen te krijgen, was er al snel veel vraag naar haar en zou ze gedurende hun hele huwelijk op tournee zijn. Dat kan er mede toe hebben geleid dat Parks in 1887 zelfmoord pleegde door van een brug in de Charles River te springen. In zijn zelfmoordbrief schreef hij: "Ik zal niet langer in jouw licht staan." Op 3 september 1888 verhuisde Robins naar Londen en behalve langere familiebezoeken aan de Verenigde Staten bleef ze de rest van haar leven in Engeland.
Bij een sociale bijeenkomst tijdens haar eerste week in Engeland ontmoette ze Oscar Wilde, die haar vaak zou zien optreden. Al vroeg tijdens haar tijd in Londen raakte ze in de ban van de toneelstukken van Ibsen. In 1891 kwam ze door een voorstelling in Londen van Ibsens Een poppenhuis in contact met Marion Lea. Ze vormden  een gezamenlijk management, de "eerste stap in de richting van het theater waar Robins van had gedroomd ... een theater met onafhankelijk management en artistieke normen." Robins en Lea vonden werk in "vrouwentoneelstukken" geschreven door mannen als Ibsen en brachten sterke vrouwelijke personages op het podium. George Bernard Shaw merkte op dat "wat de vrouwenkwestie wordt genoemd het podium in beroering begint te brengen." Samen tekenden Elizabeth Robins en Marion Lea voor de Engelse primeur van Ibsens Hedda Gabler. A Doll's House "markeerde een belangrijke stap in de representatie van vrouwen door toneelschrijvers"'. Hedda betekende een belangrijke stap voor Elizabeth Robins en werd de rol waarmee ze geassocieerd zou worden. "Sarah Bernhardt had het niet beter kunnen doen", schreef William Archer in een publicatie van The World. Vanaf dat moment werd Hedda synoniem met Robins op het Engelse podium. Robins en Lea zouden een handvol andere New Woman-toneelstukken van Ibsen produceren. "Mede door de ervaring met het acteren en produceren van Ibsens toneelstukken en de reacties op haar werk is Elizabeth in de loop van de tijd een toegewijd voorstander van vrouwenrechten geworden." In 1898 bundelde ze de krachten met William Archer, een invloedrijke criticus, en samen produceerden ze voorstellingen van toneelstukken van Ibsen. Ze werd in Groot-Brittannië bekend als 'Ibsens hogepriesteres'.
In 1902 speelde ze Lucrezia in Paolo en Francesca van Stephen Phillips in het St. James's Theatre in Londen. Robins beëindigde haar acteercarrière op veertigjarige leeftijd. Ze had haar stempel gedrukt op het Engelse toneel, niet alleen als actrice, maar ook als actrice-manager.

### Schrijverscarrière
Robins realiseerde zich dat haar inkomsten uit acteren niet voldoende waren om van te leven. Terwijl ze bezig was een succesvolle actrice te worden, moest ze Engeland verlaten om in Alaska naar haar vermiste broer te zoeken. Deze ervaring bracht haar ertoe om de romans Magnetic North (1904) en Come and Find Me (1908) te schrijven. Voordien had ze verschillende romans geschreven onder het pseudoniem C.E. Raimond. Ze deed dit om haar acteer- en schrijfcarrière gescheiden te houden, maar gaf het op toen de media meldden dat Robins en Raimond dezelfde persoon waren. Zij en Florence Bell schreven anoniem het toneelstuk Alan's Wife, gebaseerd op het korte verhaal Befriad van de Zweedse auteur Elin Améen.

### Vrouwenrechten
Robbins werd lid van de vrouwenkiesrechtorganisaties National Union of Women's Suffrage Societies (NUWSS) en Women's Social and Political Union (WSPU), hoewel ze brak met de WSPU vanwege het toenemende gebruik van geweld. Ze bleef echter een groot voorstander van vrouwenrechten en gebruikte haar gaven als spreker en schrijver voor de zaak. In 1907 verscheen haar boek The Convert. Later werd het een toneelstuk dat synoniem werd met de stemrechtbeweging. Robins bleef haar hele leven een actieve feministe. In de jaren twintig leverde ze regelmatig bijdragen aan het feministische tijdschrift Time and Tide. Ze bleef ook boeken schrijven zoals Ancilla's Share: An Indictment of Sex Antagonism, over seksuele ongelijkheid. Ze verzamelde en redigeerde toespraken, lezingen en artikelen over de vrouwenbeweging, waarvan sommige nog nooit eerder in druk waren verschenen (Way Stations, uitgegeven door Dodd, Mead and Company, New York, 1913).
Robins was betrokken bij de campagne om vrouwen toegang te geven tot het House of Lords. Haar vriendin, Margaret Haig, was de dochter van burggraaf Rhondda. Hij was een voorstander van vrouwenrechten en trof in zijn testament regelingen zodat Margaret zijn titel zou erven. Dit werd als radicaal beschouwd, aangezien vrouwen normaal gesproken geen adellijke titels erven. Toen Rhondda in 1918 stierf, weigerde het Hogerhuis Margaret, nu burggravin Rhondda, toe te staan haar zetel in te nemen. Robins schreef talloze artikelen over dit onderwerp, maar het Hogerhuis weigerde zijn besluit te wijzigen. Pas in 1958 werden voor het eerst vrouwen toegelaten.

### Persoonlijk leven
Afgezien van haar korte huwelijk met George Parks bleef Robins een fel onafhankelijke alleenstaande vrouw. Ze was zeer intelligent en werd verwelkomd in de literaire en artistieke kringen van Londen, waar ze vriendschap sloot met George Bernard Shaw, Oscar Wilde en Henry James, en een onstuimige romantische (maar waarschijnlijk niet-fysieke) relatie had met de veel jongere toekomstige poet laureate John Masefield.
In 1900 reisde ze alleen naar de goudkoortskampen van Alaska, op zoek naar haar broer Raymond Robins. Na een lange en moeizame reis vond ze Raymond in Nome. Ze bracht de zomer van 1900 samen met hem door in het wilde en wetteloze Alaska. Haar avonturen waren niet zonder gevolgen, want aan de buiktyfus die ze er opliep hield ze een zwakke gezondheid over. De verhalen van Robins over Alaska leverden materiaal op voor een aantal artikelen die ze voor publicatie naar Londen stuurde. Haar best verkochte boek, The Magnetic North, is een verslag van haar ervaringen, net als The Alaska-Klondike Diary.
Hoewel ze de plannen van haar vader om een doktersopleiding te volgen verwierp, bleef ze grote belangstelling houden voor de geneeskunde. In 1909 ontmoette ze Octavia Wilberforce, de achterkleindochter van William Wilberforce, een leider van de Britse anti-slavernijbeweging. Octavia was een jonge vrouw wier wens om geneeskunde te studeren werd gedwarsboomd door een gezin dat intellectualisme en professionele carrières onnodig voor vrouwen beschouwde. Toen Wilberforce's vader weigerde voor haar studie te betalen en haar onterfde omdat ze toch ging studeren, boden Robins en andere vrienden haar financiële en morele steun totdat ze dokter werd. Dr. Wilberforce zorgde voor Robins tot haar dood in 1952, slechts enkele maanden voor haar 90ste verjaardag.

### Anoniem, samen metFlorence Bell
- Alan's Wife, 1893

### Als C. E. Raimond
- George Mandeville's Husband, 1894
- The New Moon, 1895
- Below the Salt, 1896
- The Open Question: A Tale of Two Temperaments, 1898

Het succes van deze laatste roman leidde ertoe dat ze verder onder haar eigen naam publiceerde.

### Onder eigen naam
- The Alaska-Klondike Diary of Elizabeth Robins, 1900
- The Magnetic North, 1904
- A Dark Lantern, 1905 (verfilmd in 1920)
- The Convert, 1907
- Under The Southern Cross, 1907
- Votes for Women! (toneelstuk in het Royal Court Theatre Londen), 1907[2]
- Come and Find Me, 1908 (sequel op The Magnetic North)
- My Little Sister, 1913 (verfilmd in 1919)
- Camilla, 1918
- The Messenger, 1920
- Ancilla's Share: an indictment of sex antagonism, 1924
- The Florentine Frame, 1909
- Raymond and I, 1956

- Bibsys: 90775092
- Bibliothèque nationale de France: cb14563303d (data)
- CiNii: DA05080029
- Gemeinsame Normdatei: 119212846
- International Standard Name Identifier: 0000 0003 6851 3606
- Library of Congress Control Number: n50061706
- Nationale Bibliotheek van Tsjechië: jn20031230032
- Nationale bibliotheek van Australië: 35456546
- Nationale Bibliotheek van Israël: 987007278331305171
- Nationale en Universitaire bibliotheek Zagreb: 000552485
- Nederlandse Thesaurus van Auteursnamen: 068376324
- Réseau des bibliothèques de Suisse occidentale: 02-A003751905
- SNAC: w6m625jg
- Système universitaire de documentation: 059245328
- Trove: 959354
- Virtual International Authority File: 15015050
- WorldCat: E39PBJrgHd93MXygchcRtqxdQq